# Premier della Tasmania
Lista dei premier della Tasmania.
- Lara Giddings, 2011-presente ALP
- David Bartlett, 2008-2011 ALP
- Paul Lennon, 2004-2008 ALP
- Jim Bacon, 1998-2004, ALP
- Tony Rundle, 1996-1998, Liberal
- Ray Groom, 1992-1996, Liberal
- Michael Field, 1989-1992, ALP
- Robin Gray, 1982-1989, Liberal
- Harry Holgate, 1981-1982, ALP
- Doug Lowe, 1977-1981, ALP
- Bill Neilson, 1975-1977, ALP
- Eric Reece, 1972-1975, ALP
- Angus Bethune, 1969-1972, Liberal
- Eric Reece, 1958-1969, ALP
- Robert Cosgrove, 1948-1958, ALP

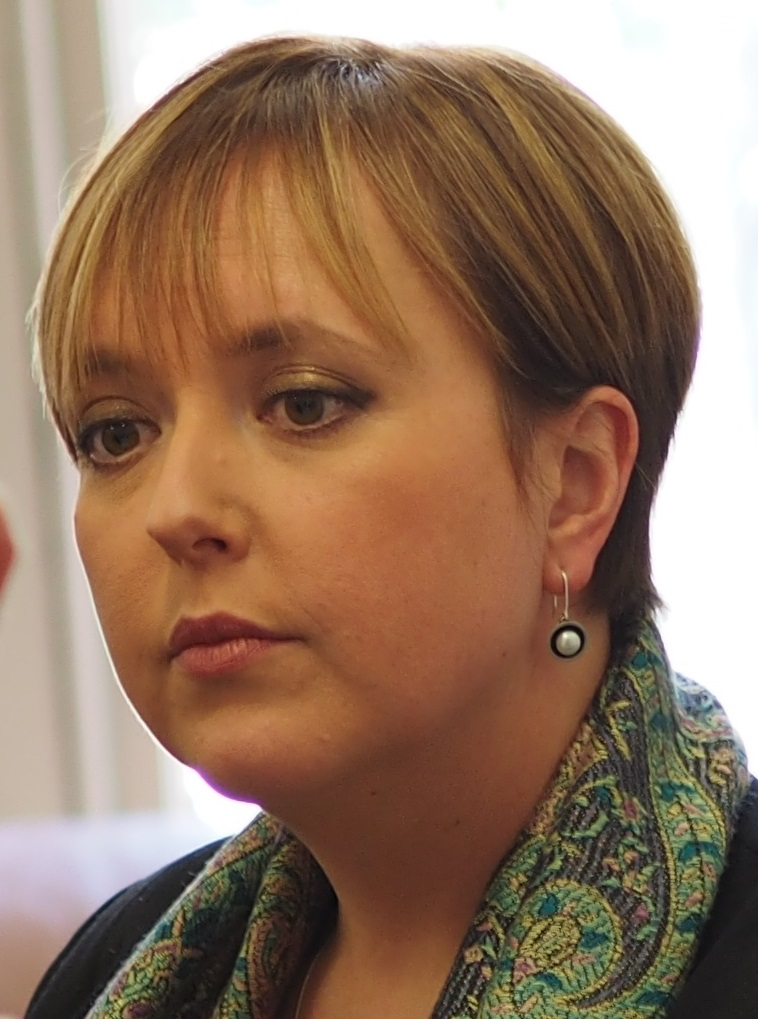
Lara Giddings è l'attuale primo ministro della Tasmania

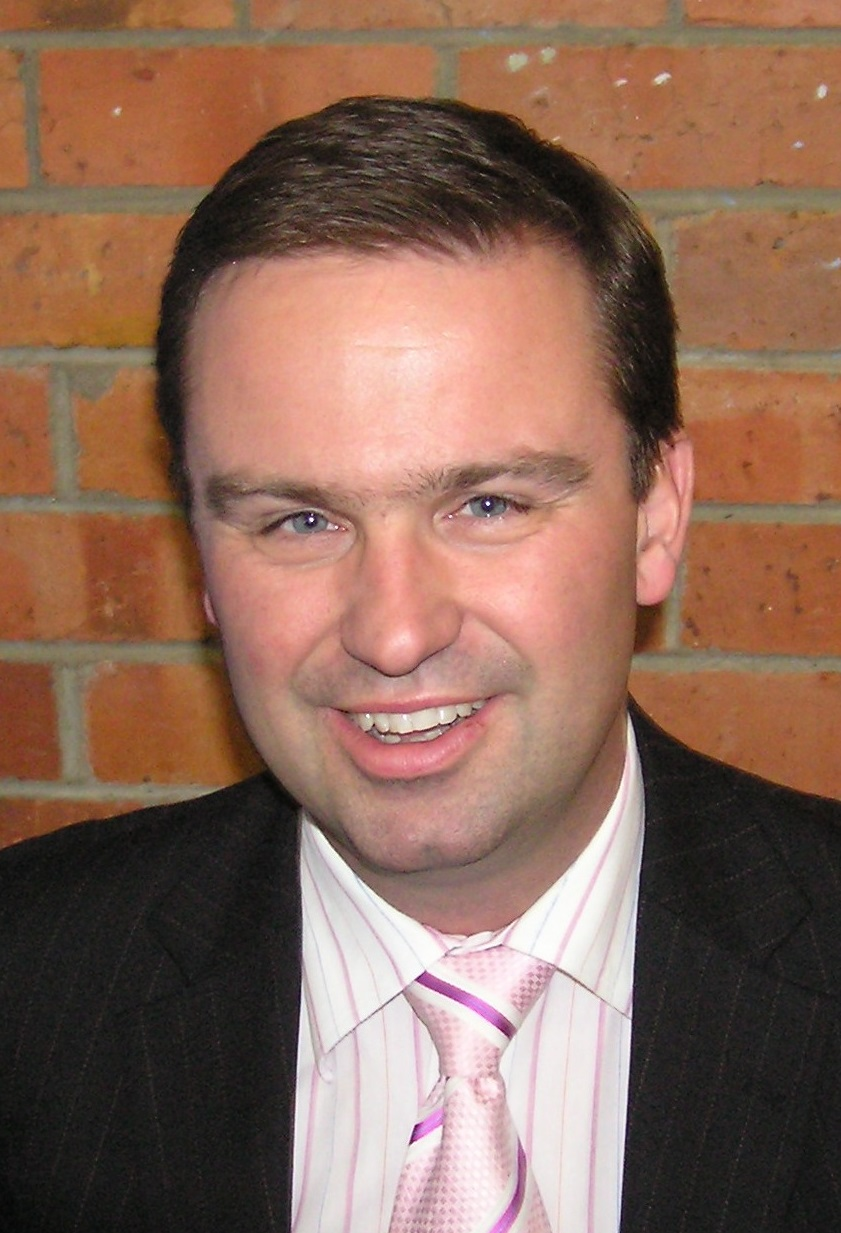
David Bartlett, in carica dal 2008 al 2011

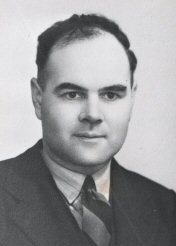
Eric Reece è stato primo ministro dal 1958 al 1969

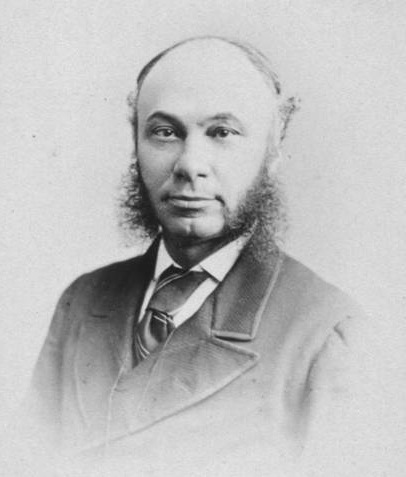
Sir Francis Smith, in carica dal 1857 al 1860

- Willaim Edward Brooker, 1947-1948, ALP
- Robert Cosgrove, 1939-1947, ALP
- Dwyer Gray, 1939-1939, ALP
- Albert Ogilvie, 1934-1939, ALP
- Walter Lee, 1934-1934, United Australia Party
- Sir John McPhee, 1928-1934, ???
- Joseph Lyons, 1923-1928, ALP
- Walter Lee, 1923-1923, ???
- John B. Hayes, 1922-1923, ???
- Walter Lee, 1916-1922, ???
- John Earle, 1914-1916, ALP
- Albert E. Solomon, 1912-1914, ???
- Sir Neil Lewis, 1909-1912, ???
- John Earle, 1909-1909, ALP
- Sir Neil Lewis, 1909-1909, ???
- Sir John Evans, 1904-1909
- William B. Propsting, 1903-1904, Liberal-Democrat
- Sir Neil Lewis, 1899-1903
- SirEdward Braddon, 1894-1899, Free Trade
- Henry Dobson, 1892-1894
- Sir Philip Fysh, 1887-1892, Liberal
- Sir James Agnew, 1886-1887
- Adye Douglas, 1884-1886
- W. Giblin, 1879-1884
- William Crowther, 1878-1879
- William R. Giblin, 1878-1878
- Sir Philip Fysh, 1877-1878
- Thomas Reibey, 1876-1877
- A. Kennerley, 1873-1876
- Frederick M. Innes, 1872-1873
- Sir James Wilson, 1869-1872
- Richard Dry, 1866-1869
- James Whyte, 1863-1866
- Thomas D. Chapman, 1861-1863
- William P. Weston, 1860-1861
- Sir Francis Smith, 1857-1860
- William P. Weston, 1857-1857
- Thomas G. Gregson, 1857-1857
- William T. Champ, 1856-1857